# Olympische Winterspiele 1936/Teilnehmer (Liechtenstein)
Liechtenstein nahm an den IV. Olympischen Winterspielen 1936 in Garmisch-Partenkirchen mit einer Delegation von 4 Athleten teil.

## Teilnehmer nach Sportarten

### Bobsport
Zweierbob
- Eugen Büchel
- Eduard Theodor von Falz-Fein

### Ski Alpin
Männer
- Hubert Negele
- Franz Schädler